# میشا آور
میشا آور (انگلیسی: Mischa Auer؛ ‏ ۱۷ نوامبر ۱۹۰۵ – ۵ مارس ۱۹۶۷) یک هنرپیشه اهل روسیه بود.

## فیلم‌شناسی
از فیلم‌هایی که وی در آن نقش داشته‌است، می‌توان به ستاره‌ای انتخاب کن، یکصد مرد و یک دختر، دستری دوباره می‌راند، نمی‌توانی این را با خودت ببری، مرد من گادفری، برای عشق… برای افسون…، به‌راستی چه بر سر بیبی توتو آمد؟ و تارزان بی‌باک اشاره کرد.